# Edward Buzzell
Pour les articles homonymes, voir Buzzell.
Edward Buzzell (parfois crédité Eddie Buzzell) est un réalisateur, scénariste et acteur américain, né le 13 novembre 1895 à New York (État de New York), mort le 11 janvier 1985 à Los Angeles (Californie).

## Biographie
Edward Buzzell naît dans l'arrondissement de Brooklyn à New York. Il se produit au théâtre à Broadway, comme acteur, entre 1920 et 1929, principalement dans des comédies musicales (il est également librettiste de la dernière d'entre elles).
Au cinéma, il débute comme acteur en 1928 et comme scénariste en 1929, ces deux activités restant occasionnelles. Il est surtout réalisateur de 1931 à 1961, notamment de deux films avec les Marx Brothers, Un jour au cirque (1939) et Chercheurs d'or (1940).
De 1927 à 1937 (divorce), il est marié à l'actrice Ona Munson.

## Filmographie complète

### Comme réalisateur
- 1931 : She served him right
- 1932 : Hollywood Speaks (en)
- 1932 : Poings et Millions (en) (The Big Timer)
- 1932 : Jeune fille à marier (en) (Virtue)
- 1933 : Love, Honor and Oh Baby ! (en)
- 1933 : Taxi Girls (Child of Manhattan)
- 1933 : La Profession d'Ann Carver (Ann Carver's Profession)
- 1934 : Un voyage mouvementé (Cross Country Cruise)
- 1934 : Range-toi papa ! (en) (The Human Side)
- 1935 : Transient Lady
- 1935 : The Girl Friend

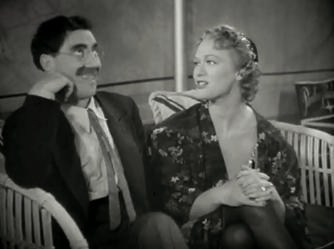
Groucho Marx et Eve Arden, dans Un jour au cirque (1939)

- 1936 : À New York tous les deux (en) (The Luckiest Girl in the World)
- 1936 : Three Married Men
- 1937 : J'arrange le fisc (en) (As Good as Married)
- 1938 : Règlement de comptes (Fast Company)
- 1938 : Trois Hommes dans la neige (Paradise for Three)
- 1939 : Honolulu
- 1939 : Un jour au cirque (At the Circus)
- 1940 : Chercheurs d'or (Go West)
- 1941 : The Get-Away
- 1941 : Le Célibataire marié (Married Bachelor) (coréalisé par Norman Taurog)
- 1942 : La Piste d'Omaha (en) (The Omaha Trail)
- 1942 : Croisière mouvementée (Ship Ahoy)
- 1943 : La jeunesse s'amuse (Best Foot Forward)
- 1943 : Chasseuses d'autographes (The Youngest Profession)
- 1945 : L'amour s'en va-t-en guerre (Keep Your Powder Dry)
- 1946 : Three Wise Fools
- 1946 : Ève éternelle (Easy to wed)
- 1947 : Meurtre en musique (Song of the Thin Man)
- 1949 : La Fille de Neptune (Neptune's Daughter)
- 1950 : Suzy... dis-moi oui (A Woman of Distinction)
- 1950 : Coup de foudre (en) (Emergency Wedding)
- 1953 : La Petite Constance (Confidentially Connie)
- 1955 : La Danseuse et le Milliardaire (Ain't Misbehavin')
- 1961 : Mary Had a Little... (en)

### Comme scénariste
- 1929 : Little Johnny Jones de Mervyn LeRoy
- 1933 : Love, Honor and Oh Baby ! (en) (+ réalisation)
- 1934 : The Human Side (+ réalisation)
- 1935 : Transient Lady (+ réalisation)
- 1955 : La Danseuse et le Milliardaire (Ain't Misbehavin') (+ réalisation)

### Comme acteur
- 1928 : Midnight Life de Scott R. Dunlap
- 1929 : Little Johnny Jones de Mervyn LeRoy
- 1930 : The Devil's Cabaret de Nick Grinde
- 1931 : She served him right (+ réalisation)
- 1943 : The Youngest Profession (+ réalisation)

## Théâtre (à Broadway)
comédies musicales, comme acteur, sauf mention contraire ou complémentaire
- 1920 : Broadway Brevities of 1920, revue, musique d'Archie Gottler (en), lyrics de Blair Treynor, sketches et production de George LeMaire, avec Eddie Cantor
- 1922-1923 : The Gingham Girl, musique d'Albert Von Tilzer (en), lyrics de Neville Fleeson, livret de Daniel Kusell
- 1924 : No Other Girl, musique de Bert Kalmar, lyrics de Harry Ruby, livret de ?, direction musicale d'Alfred Newman
- 1926 : Sweetheart Time, musique de Walter Donaldson et Joseph Meyer, lyrics de Ballard MacDonald (en) et Irving Caesar, livret de Harry B. Smith (en)
- 1926-1928 : The Desert Song, opérette, musique de Sigmund Romberg, lyrics d'Oscar Hammerstein II et Otto Harbach, livret d'Oscar Hammerstein II, Otto Harbach et Frank Mandel (adaptée au cinéma en 1943)
- 1928-1929 : Good Boy, musique et direction musicale d'Herbert Stothart, lyrics de Bert Kalmar et Harry Ruby, livret d'Otto Harbach, Oscar Hammerstein II et Henry Myers, chorégraphie de Busby Berkeley, avec Charles Butterworth
- 1929 : Lady Fingers, musique de Joseph Meyer, lyrics d'Edward Eliscu (en), orchestrations d'Hans Spialek (en) et Roy Webb, direction musicale de Roy Webb, songs additionnels de Richard Rodgers et Lorenz Hart, avec Ruth Gordon (+ livret)